# The Black Market
| Recensione        | Giudizio |
| ----------------- | -------- |
| Metacritic        | 76/100   |
| Absolute Punk     | 6.1/10   |
| AllMusic          |          |
| Alternative Press |          |

The Black Market è il settimo album in studio del gruppo post-hardcore statunitense Rise Against, pubblicato il 15 luglio 2014 dalla Interscope Records. L'album ha ricevuto la certificazione di Disco d'oro in Canada.
Il 15 luglio 2020 la band annuncia la pubblicazione sulle piattaforme di streaming dell'edizione espansa.

## Tracce
1. The Great Die-Off – 3:39
2. I Don't Want to Be Here Anymore – 3:59
3. Tragedy + Time – 4:17
4. The Black Market – 4:15
5. The Eco-Terrorist In Me – 2:45
6. Sudden Life – 4:08
7. A Beautiful Indifference – 3:24
8. Methadone – 3:48
9. Zero Visibility – 4:38
10. Awake Too Long – 3:11
11. People Live Here – 4:08
12. Bridges – 4:06

### Traccia bonus nell'edizione giapponese
1. Escape Artists – 4:02

### Tracce bonus nella Expanded Edition (2020)
1. Escape Artists – 4:02
2. About Damn Time – 3:37
3. We Will Never Forget (feat. William Potter) – 6:04

## Classifiche
| Classifica (2014) | Posizione massima |
| ----------------- | ----------------- |
| Australia         | 3                 |
| Austria           | 3                 |
| Belgio (Fiandre)  | 19                |
| Belgio (Vallonia) | 118               |
| Danimarca         | 31                |
| Finlandia         | 22                |
| Germania          | 1                 |
| Nuova Zelanda     | 6                 |
| Paesi Bassi       | 43                |
| Regno Unito       | 16                |
| Svizzera          | 5                 |
| US Billboard 200  | 3                 |